# Венді Лусеро
Венді Лусеро (англ. Wendy Lucero-Schayes, 26 червня 1963) — американська стрибунка у воду.
Учасниця Олімпійських Ігор 1988 року.
Призерка Чемпіонату світу з водних видів спорту 1991 року.